# Pfarrkirche Bruneck

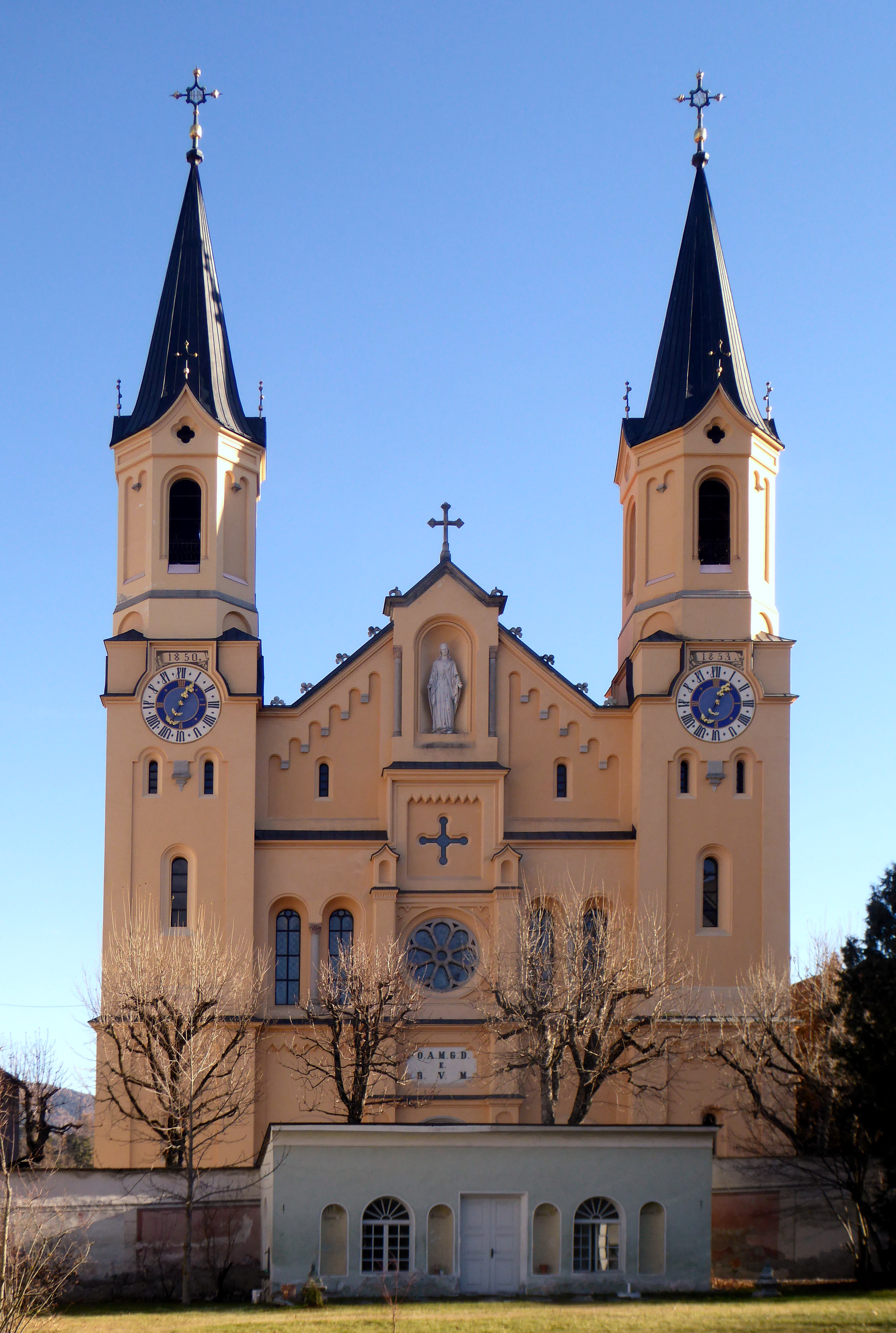
Fassade der Pfarrkirche Bruneck

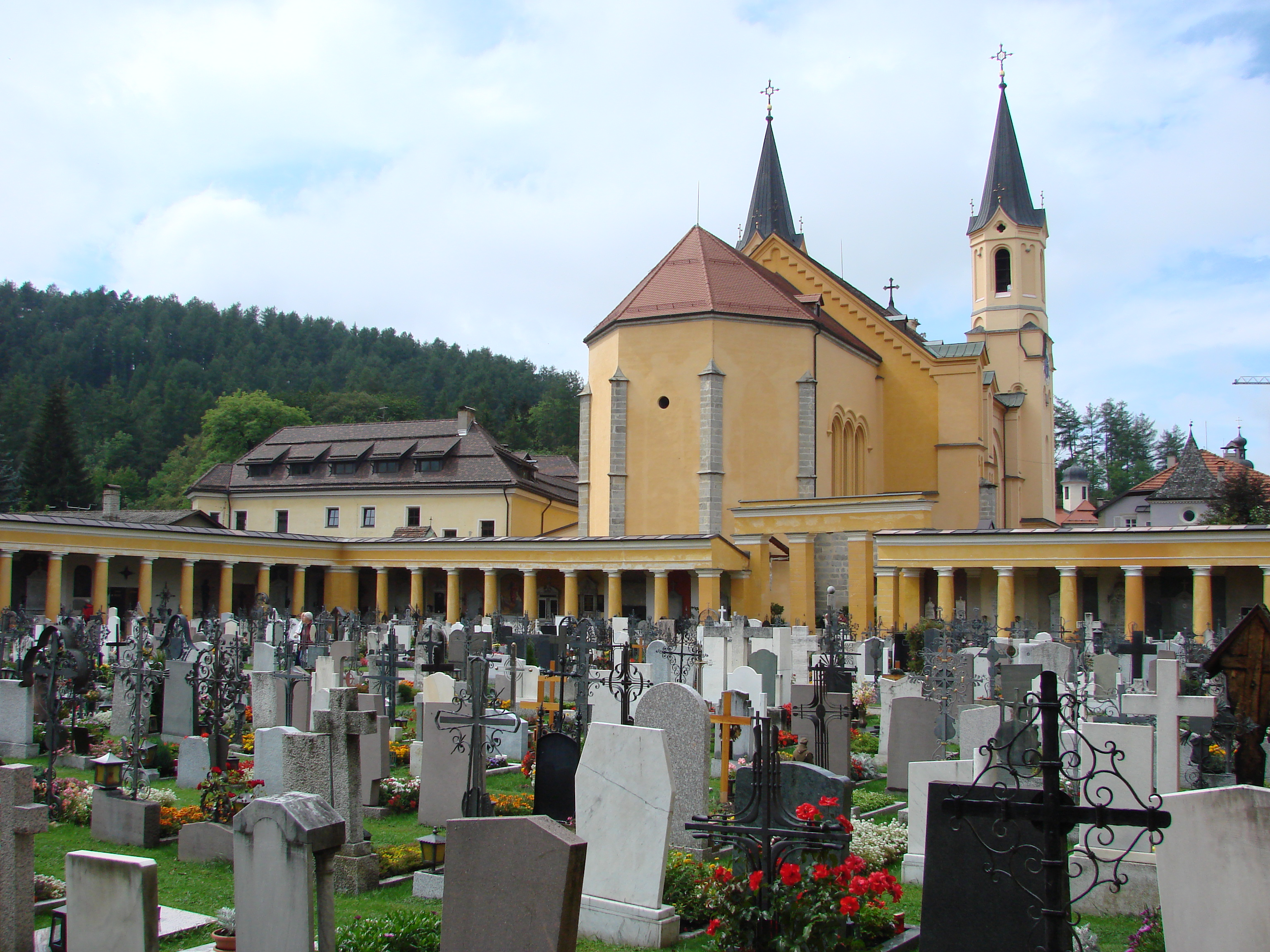
Rückansicht

Die Pfarrkirche Bruneck ist ein römisch-katholischer Sakralbau in der Stadt Bruneck in Südtirol. Ihr Patrozinium ist Mariä Himmelfahrt. Der heutige Bau stammt aus dem 19. Jahrhundert.

## Geschichte
Die Pfarrkirche Bruneck ist wohl der am häufigsten um- und neuerbaute Sakralbau Südtirols. Eine erste Marienkirche ist für das 13. Jahrhundert nachweisbar. Um 1515 wurde die Kirche mit einem großen spätgotischen Chor ergänzt. 1610 wurde Bruneck von der Urpfarre St. Lorenzen unabhängig und als Pfarrgemeinde eigenständig. Ein barocker Neubau nach Plänen von Jakob Philipp Santer mit Deckenbildern von Joseph Schöpf anstatt der alten Kirche entstand um 1790. Nach einem Brand erfolgte in den Jahren 1851–1853 der Bau der heutigen Kirche nach Plänen des Wiener Architekten Hermann Bergmann. Die Weihe fand 1856 statt.

## Baubeschreibung
Die Pfarrkirche gehört zu den frühesten Beispielen historistischer Baukunst in Südtirol. In der durch zwei Fassadentürme geschmückten Außengestaltung treffen neuromanische und klassizistische Formen aufeinander. Das große Langhaus endet an einem abgesetzten, polygonal abschließenden Chor.

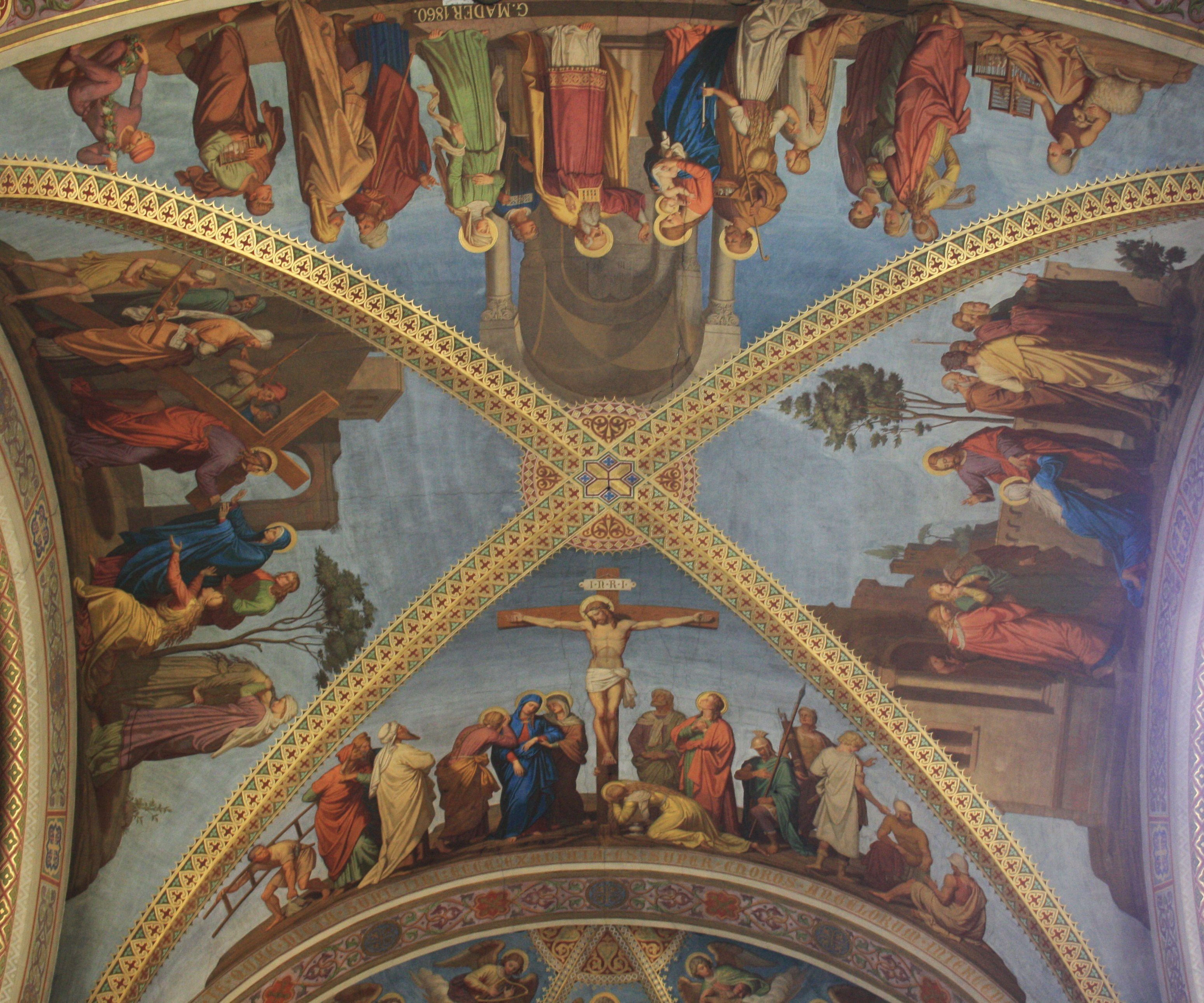
Deckenbemalung von Georg Mader

Bekannt ist die Pfarrkirche für ihre nazarenischen Deckenmalereien, die von Georg Mader ausgeführt wurden. Die vier Seitenaltäre zeigen Werke Franz Hellwegers.